# Ksylitol
Ksylitol, zwycz. cukier brzozowy, E967 – organiczny związek chemiczny, pięciowęglowy alkohol polihydroksylowy o słodkim smaku (cukrol), zredukowana pochodna ksylozy.
Stosowany w przemyśle spożywczym do słodzenia jako zamiennik cukru (słodzik), głównie gum do żucia i cukierków ze względu na brak działania próchnicotwórczego. Zalecany również dla diabetyków, ponieważ jest metabolizowany z niewielkim udziałem insuliny. Ma wielokrotnie niższy indeks glikemiczny (IG:8) niż glukoza (IG:100) czy sacharoza (IG:70). FDA uznało ksylitol za substancję, która nie wywołuje próchnicy. W roku 1996 JEFCA (organ doradczy WHO i FAO) nie określiło górnej granicy spożycia (ADI – dopuszczalna dzienna dawka) i jednocześnie stwierdziło, że wcześniejsze niekorzystne wyniki badań na zwierzętach przeprowadzone w latach 70. XX w. nie mają zastosowania dla ludzi. Ksylitol wytwarza się naturalnie w organizmie człowieka w ilości ok. 15 g dziennie w procesach trawienia. Jego spożycie może sprzyjać likwidacji płytki nazębnej, jak również np. pomagać w leczeniu zakażenia jamy ustnej drożdżakowcami z rodzaju Candida (w przeciwieństwie do cukrów takich jak sacharoza, glukoza czy galaktoza).
Natomiast u psów ksylitol może powodować poważne uszkodzenie wątroby, a nawet śmierć. Spożycie ksylitolu w ilości powyżej 100 mg/kg masy ciała wywołuje u psa wydzielanie dużych ilości insuliny, prowadząc w konsekwencji do znacznego obniżenia poziomu cukru we krwi (hipoglikemii).

## Otrzymywanie
Proces otrzymywania ksylitolu przeprowadza się w reaktorach pod ciśnieniem wodoru 6–10 MPa, z użyciem katalizatorów. Katalizator otrzymuje się przez stopienie niklu z glinem z dodatkiem innych promotorów. Ochłodzony i rozbity stop ładuje się do autoklawu, a następnie katalizator zadaje się wodnym roztworem NaOH. Wodorotlenek sodu rozpuszcza glin, uwalniając nikiel w aktywnej formie (Nikiel Raneya). W reaktorze β-D-ksylopiranoza zostaje uwodorniona do ksylitolu. Taki hydrolizat oczyszcza się węglanem i po odsączeniu roztworu ksylitolu usuwa się kationy i aniony przez dodatkową obróbkę odpowiednimi jonami. Ksylitowy roztwór zagęszcza się w wyparce próżniowej do 75% suchej substancji i poddaje krystalizacji.